# Jakow Christoforowitsch Peters

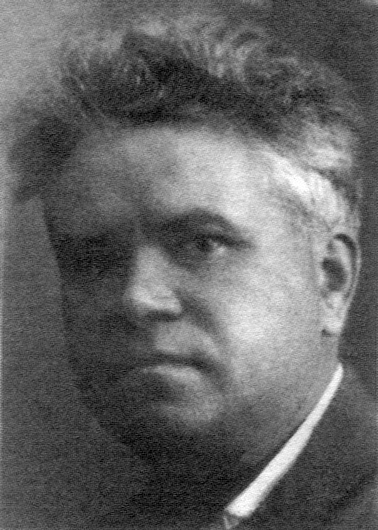
Jakow Peters

Jakow Christoforowitsch Peters (russisch Яков Христофорович Петерс, lettisch Jēkabs Peterss; * 21. Novemberjul. / 3. Dezember 1886greg. im Wolost Brinken bei Hasenpoth, Gouvernement Kurland, Russisches Kaiserreich; † 25. April 1938 in Moskau) war ein bolschewistischer Revolutionär und Politiker. Peters war ebenso wie Felix Dserschinski einer der Gründer der sowjetischen Geheimpolizei Tscheka. Er hatte verschiedene Parteiämter inne. Im Zeitraum vom 7. Juli 1918 bis zum 22. August 1918 übte Peters das Amt des Vorsitzenden der Tscheka aus. 1938 wurde er Opfer der Stalinschen Säuberungen.

## Frühe Jahre
Peters wurde in eine arme lettischen Bauernfamilie in Kurland geboren. 1904 trat er der Lettischen Sozialdemokratischen Arbeiterpartei (LSDSP) bei. 1907 wurde Peters wegen angeblicher Beteiligung am versuchten Mord an einem Fabrikdirektor in Libau verhaftet, wurde jedoch 1908 vom Militärgericht in Riga freigesprochen. Danach emigrierte Peters nach England, wo er sich in London niederließ und sich der Londoner Gruppe der LSDSP und der British Socialist Party anschloss. Bekanntheit in Großbritannien erlangte Peters, als er 1911 zusammen mit vier Komplizen im Zusammenhang mit der Belagerung der Sidney Street verhaftet wurde. Hierbei handelte es sich um ein heftiges Feuergefecht zwischen bewaffneten Räubern, die wegen eines Überfalls auf ein Juweliergeschäft in Houndsditch gesucht wurden, bei dem u. a. mehrere Polizisten getötet worden waren, und der Polizei sowie Militäreinheiten. Trotz belastender Beweise wurden Peters und seine Gefährten jedoch freigesprochen.
In London heiratete Peters Maisie Freeman, die Tochter eines Bankiers und wurde 1914 Vater einer Tochter. Die Familie zerbrach, als Peters 1917 nach der Februarrevolution zurück nach Riga ging. Dort wurde Peters einer der Führer der LSDSP und agitierte unter den zaristischen Soldaten im nördlichen Abschnitt der Ostfront. Aufgrund des deutschen Vormarschs ging Peters nach Valmiera, wo er als einer der Herausgeber der Parteizeitung Cīņa wirkte. Zudem nahm er als Repräsentant der Bauern des Gouvernements Livland an den von Kerenski initiierten Diskussionen zu demokratischen Reformen im Russischen Reich teil.

## Während der Oktoberrevolution
In Petrograd war Peters als Mitglied des Militärischen Revolutionskomitees aktiv an der Oktoberrevolution und ihrer Vorbereitung beteiligt. Insbesondere bereitete Peters Militäreinheiten auf die Revolution vor. Nach der Übernahme der Macht durch die Bolschewiki wurde Peters Mitglied des Tscheka-Kollegiats, Stellvertretender Vorsitzender der Tscheka und Vorsitzender des Revolutionstribunals. Peters war maßgeblich an der Aufdeckung des Lockhart-Plot (nach R. H. Bruce Lockhart) und an der Niederschlagung des Aufstands der Linken Sozialrevolutionäre von 1918 beteiligt. Als Dserschinski wegen des Aufstands zeitweilig zurücktreten musste, übernahm Peters für kurze Zeit das Amt des Vorsitzenden der Tscheka. Als hochrangiges Tscheka-Mitglied war Peters für das immer brutalere Vorgehen der Geheimpolizei mitverantwortlich und in ihre ersten blutigen Operationen verwickelt. Hierzu gehörten die Verfolgung mutmaßlicher Anarchisten in Petrograd und Moskau. Weiter wirkte er an der Liquidierung von Sozialrevolutionären im Gefolge der Niederschlagung ihres Aufstands mit und war an den Untersuchungen zum Attentat Fanny Kaplans auf Lenin sowie am nachfolgenden Roten Terror beteiligt. In einem Artikel in der Zeitung „Utro Moskvy“ vom 4. November 1918 bezeichnete Peters die Terrormaßnahmen als hysterisch.
Im März 1919 wurde Peters zum Leiter der inneren Verteidigung von Petrograd ernannt und später zum Kommandanten des Bezirks Petrograd. Bei einer Anhörung vor dem Kongress der Vereinigten Staaten im selben Jahr wurde er zusammen mit Alexander Eiduck von einem amerikanischen Diplomaten als das „blutrünstigste Monster in Russland“ bezeichnet. Nach dem Rückzug der weißen Truppen Judenitschs übernahm Peters im August 1919 das Kommando über den Bezirk Kiew und wurde nach dem Fall Kiews ein Mitglied des Militärrats von Tula. Im Winter 1919/20 übernahm Peters das Amt des Stellvertretenden Vorsitzenden des Rats der Arbeiter-und-Bauern-Verteidigung und war für die Nutzbarmachung von Eisenbahnlinien für militärische Zwecke verantwortlich.

## Nach der Revolution
1920 wurde Peters Repräsentant der Tscheka im Nordkaukasus und war als Kommissar für die Eisenbahnstrecken in diesem Bereich verantwortlich. Danach wurde er bis 1922 Bevollmächtigter der Tscheka in Turkestan, wo er zudem Mitglied des lokalen Parteibüros der Kommunistischen Partei war. In Turkestan leitete er eine Anzahl militärischer Operationen gegen die antibolschewistischen Einheiten Dutows,  Annenkows und Enver Paschas. 1922 kehrte Peters nach Moskau zurück und war als hochrangiger Offizieller in der OGPU und in der Arbeiter- und Bauerninspektion tätig. Später übernahm er die Leitung der am 2. Juni 1922 neu gegründeten Ostabteilung der GPU.
Peters wurde im Zuge der Lettischen Operation des Großen Terrors verhaftet und am 25. April 1938 erschossen. Nach dem Tode Stalins wurde er 1956 rehabilitiert.